# Пудчега
Пудчега (в верхнем течении — Верхняя Пудчега) — река в России, протекает по Архангельской области. Устье реки находится в 6 км по левому берегу реки Пукса. Длина реки составляет 26 км. Площадь водосборного бассейна — 218 км².
В 0,5 км от устья, по правому берегу реки впадает река Тингас.

## Данные водного реестра
По данным государственного водного реестра России относится к Двинско-Печорскому бассейновому округу, водохозяйственный участок реки — Северная Двина от впадения реки Вага и до устья, без реки Пинега, речной подбассейн реки — Северная Двина ниже места слияния Вычегды и Малой Северной Двины. Речной бассейн реки — Северная Двина.
Код объекта в государственном водном реестре — 03020300412103000033805.